# Рисан (жупа)
У античком периоду, цијела Бока Которска је носила назив Sinnus Rhisonicus (Рисански залив), али је тадашња важност града опала у средњем вијеку. Рисан је по Константину Порфирогениту насељени град у Травунији, а Барски родослов сматра га жупом у Травунији. По свему судећи, жупа Рисан (Rissenа) је представљала ближе окружење града Рисна (можда и мало поље око данашњег Мориња, на супротној страни рисанског залива) као и сам град. Припадала је приморским жупама Травуније поред: Драчевице, Конавла и Жрновице. Она обухвата тијесан простор између морске обале и планинског предјела. Није потврђено да је плодно поље (настањено почетком IX вијека) око Бијеле, између Рисна и Драчевице, припадало некој од ове двије жупе. Кроз жупу Рисан су пролазила два античка пута, који су коришћени у средњем вијеку: via adriatica, крак за Акрувију, а други преко Ријечана. Тјеснац Вериге (Catena) у Боки Которској, који је скраћивао пут из Дукље до Травуније, налазио се на путу између Рисна и Драчевице.